# La boda de mi mejor amigo (película de 1997)
La boda de mi mejor amigo (título original: My Best Friend's Wedding) es una comedia romántica de 1997 dirigida por P. J. Hogan y protagonizada por Julia Roberts, Cameron Diaz, Dermot Mulroney, Rupert Everett y Rachel Griffiths.
La película fue un éxito comercial y de crítica. La canción "I Say a Little Prayer (For You)" (“Digo una pequeña oración para ti”) fue grabada por Diana King y presentada emblemáticamente en la cinta, convirtiéndose en un top 20 en el Billboard. La banda sonora presentó una mayoría de canciones de la dupla Burt Bacharach/Hal David.

## Sinopsis
A sus 27 años, Julianne Potter (Julia Roberts) es una crítica neoyorkina de restaurantes que se encuentra con un amigo de toda la vida llamado Michael O'Neal (Dermot Mulroney) de quien siempre ha estado enamorada, quien le confiesa que va a casarse con Kimberly Wallace (Cameron Díaz). Junto a su mejor amigo George (Rupert Everett), decide evitar la boda a toda costa.

## Reparto
| Actor                 | Personaje         |
| --------------------- | ----------------- |
| Julia Roberts         | Julianne Potter   |
| Cameron Diaz          | Kimberly Wallace  |
| Dermot Mulroney       | Michael O'Neal    |
| Rupert Everett        | George Downes     |
| Phillip Bosco         | Walter Wallace    |
| M. Emmet Walsh        | Joe O'Neal        |
| Rachel Griffiths      | Samantha Newhouse |
| Carrie Preston        | Amanda Newhouse   |
| Susan Sullivan        | Isabelle Wallace  |
| Christopher Masterson | Scotty O'Neal     |

## Premios y reconocimientos
MTV Movie Awards (Nominaciones)
- Mejor actuación secundaria: Rupert Everett
- Mejor actuación cómica: Rupert Everett
- Mejor actuación femenina: Julia Roberts

Golden Globe Awards (Nominaciones)
- Mejor película cinematográfica - Musical o Comedia
- Mejor actor secundario - Película cinematográfica - Rupert Everett
- Mejor actriz - Película cinematográfica Musical o Comedia: Julia Roberts

BAFTA Awards (Nominaciones)
- Mejor actor secundario: Rupert Everett

Academy Awards (Nominaciones)
- Mejor música, música original o presentación de Comedia: James Newton Howard

## Banda sonora original
My Best Friend's Wedding Original Soundtrack
| #  | Canción                                    | Intérprete                           |
| -- | ------------------------------------------ | ------------------------------------ |
| 1  | "I Say A Little Prayer"                    | Diana King                           |
| 2  | "Wishin' and Hopin'"                       | Ani DiFranco                         |
| 3  | "You Don't Know Me"                        | Jann Arden                           |
| 4  | "Tell Him"                                 | The Exciters                         |
| 5  | "I Just Don't Know What to Do with Myself" | Nikky Holland                        |
| 6  | "I'll Be Okay"                             | Amanda Marshall                      |
| 7  | "The Way You Look Tonight"                 | Tony Bennett                         |
| 8  | "What the World Needs Now Is Love"         | Jackie DeShannon                     |
| 9  | "I'll Never Fall In Love Again"            | Mary Chapin Carpenter                |
| 10 | "Always You"                               | Sophie Zelmani                       |
| 11 | "If You Wanna Be Happy"                    | Jimmy Soul                           |
| 12 | "I Say A Little Prayer (For You)"          | Por los protagonistas de la película |
| 13 | "Suite From My Best Friend's Wedding"      | James Newton Howard                  |

## Lanzamientos mundiales
| País                                                                          | Fecha de estreno                 |
| ----------------------------------------------------------------------------- | -------------------------------- |
| Alemania                                                                      | Jueves 4 de diciembre de 1997    |
| Argentina                                                                     | Jueves 23 de octubre de 1997     |
| Australia                                                                     | Jueves 25 de septiembre de 1997  |
| Austria                                                                       | Viernes 5 de diciembre de 1997   |
| Bélgica                                                                       | Miércoles 8 de octubre de 1997   |
| Belice · Costa Rica · El Salvador · Guatemala · Honduras · Nicaragua · Panamá | Viernes 29 de agosto de 1997     |
| Bolivia                                                                       | Jueves 23 de octubre de 1997     |
| Brasil                                                                        | Viernes 12 de septiembre de 1997 |
| Bulgaria                                                                      | Viernes 24 de octubre de 1997    |
| Chile                                                                         | Jueves 16 de octubre de 1997     |
| Colombia                                                                      | Viernes 19 de septiembre de 1997 |
| Corea del Sur                                                                 | Sábado 13 de diciembre de 1997   |
| Croacia                                                                       | Jueves 27 de noviembre de 1997   |
| Dinamarca                                                                     | Viernes 26 de septiembre de 1997 |
| Ecuador                                                                       | Viernes 7 de noviembre de 1997   |
| Egipto                                                                        | Miércoles 21 de enero de 1998    |
| Eslovenia                                                                     | Jueves 13 de noviembre de 1997   |
| España                                                                        | Viernes 17 de octubre de 1997    |
| Estados Unidos · Canadá                                                       | Viernes 20 de junio de 1997      |
| Estonia                                                                       | Viernes 21 de noviembre de 1997  |
| Filipinas                                                                     | Miércoles 8 de octubre de 1997   |
| Finlandia                                                                     | Viernes 19 de septiembre de 1997 |
| Francia                                                                       | Miércoles 1 de octubre de 1997   |

| País                         | Fecha de estreno                  |
| ---------------------------- | --------------------------------- |
| Grecia                       | Viernes 31 de octubre de 1997     |
| Hong Kong                    | Jueves 30 de octubre de 1997      |
| Hungría                      | Jueves 4 de diciembre de 1997     |
| India                        | Viernes 19 de diciembre de 1997   |
| Indonesia                    | Miércoles 29 de octubre de 1997   |
| Islandia                     | Viernes 19 de septiembre de 1997  |
| Israel                       | Miércoles 22 de octubre de 1997   |
| Italia                       | Miércoles 29 de octubre de 1997   |
| Jamaica                      | Miércoles 6 de agosto de 1997     |
| Japón                        | Sábado 4 de octubre de 1997       |
| Letonia                      | Viernes 21 de noviembre de 1997   |
| Líbano                       | Viernes 28 de noviembre de 1997   |
| Lituania                     | Viernes 14 de noviembre de 1997   |
| Malasia                      | Jueves 18 de septiembre de 1997   |
| México                       | Viernes 12 de septiembre de 1997  |
| Noruega                      | Viernes 3 de octubre de 1997      |
| Nueva Zelanda                | Jueves 14 de agosto de 1997       |
| Países Bajos                 | Jueves 2 de octubre de 1997       |
| Perú                         | Viernes 17 de octubre de 1997     |
| Polonia                      | Viernes 14 de noviembre de 1997   |
| Portugal                     | Viernes 10 de octubre de 1997     |
| Reino Unido Irlanda          | Viernes 19 de septiembre de 1997  |
| República Checa · Eslovaquia | Jueves 27 de noviembre de 1997    |
| República Dominicana         | Miércoles 3 de septiembre de 1997 |
| Rumania                      | Viernes 21 de noviembre de 1997   |
| Rusia                        | Viernes 28 de noviembre de 1997   |
| Singapur                     | Jueves 25 de septiembre de 1997   |
| Sudáfrica                    | Viernes 26 de septiembre de 1997  |
| Suecia                       | Viernes 3 de octubre de 1997      |
| Suiza                        | Viernes 3 de octubre de 1997      |
| Tailandia                    | Viernes 24 de octubre de 1997     |
| Taiwán                       | Sábado 4 de octubre de 1997       |
| Turquía                      | Viernes 21 de noviembre de 1997   |
| Uruguay                      | Viernes 7 de noviembre de 1997    |
| Venezuela                    | Miércoles 1 de octubre de 1997    |

## Adaptaciones en otros países
- En China se realizó una adaptación My Best Friend's Wedding estrenada en 2016.
- En México se realizó una adaptación La boda de mi mejor amigo estrenada en 2019.

## Enlaces
- Wikiquote alberga frases célebres de o sobre  la película La boda de mi mejor amigo .
- La boda de mi mejor amigo en Internet Movie Database (en inglés).
- La boda de mi mejor amigo en FilmAffinity.
- La boda de mi mejor amigo en Rotten Tomatoes (en inglés).
- La boda de mi mejor amigo en AllMovie (en inglés).
- La boda de mi mejor amigo en Metacritic (en inglés).

- Datos: Q918380